# Ernst Krüger
Ernst Otto Krüger, född 29 november 1859 i Göteborg, död 11 maj 1926 i Göteborg, var en svensk arkitekt.

## Biografi
Ernst Krüger var son till den tyskfödde arkitekten och byggmästaren August Krüger. Han utbildade sig på Bauakademie i Berlin. År 1891 blev han tillsammans med brodern Georg Krüger delägare i faderns arkitektfirma under namnet A. Krüger & Son Han var även medlem i styrelserna för Göteborgs inteckningsgaranti AB och i Göteborgs bank under 1910- och 1920-talen.
Krüger blev något av en bankspecialist strax efter förra sekelskiftet med ett tiotal bankbyggnader i bland annat Göteborg, Arvika, Borås och Alingsås. Hans glastäckta bankhallar utmärks enligt arkitekturhistorikern Fredrik Bedoire av "en luftighet och spänst, som förhöjs av glastakens fintecknade spröjsning", och håller en hög valör. Därtill ritade han några av de mer betydande industri och kontorsanläggningarna i Göteborg så som kontorshuset Merkurius på Skeppsbron (1897) och SKF:s anläggning i Gamlestan (1909).
Krüger var även fastighetsägare, bland annat Södra hamngatan 17 som då innefattade Ölhallen Weise. Kring sekelskiftet sålde han fastigheten till Göteborgs handelsbank och fick samtidigt i uppdrag att uppföra en ny bankbyggnad i fyra våningar på tomten. 1904-1905 stod den fyra våningar höga byggnaden färdig med en barockinspirerad fasad av granit. Den glasövertäckta bankhallen placerades på innergården.
1916 var han en av tio personer i Göteborg som donerade vardera 100.000 kr till den då nystartade teaterfonden Göteborgs stads Teaterfond vars räntor skulle säkerställde verksamheten på Lorensbergsteatern. Förutsättningen för gåvan var att staden skulle uppföra en modern och värdig teaterlokal, vilket resulterade i byggandet av Stadsteatern på Götaplatsen.

## Verk i urval
- Vasagatan 33, Lorensberg, Göteborg, 1890.
- Krokslätts fabriker, 1890-1907.[5]
- Affärshuset Merkur (Merkurhuset), Skeppsbron, Göteborg 1897.
- Olskroken 23, (med saluhall), Göteborg, 1897.[6]
- Hisingstads skola, Pumpgatan, norra Älvstranden, Göteborg, 1897. (Brann ned 1975)
- Göteborgs handelsbank, Södra Hamngatan 17, Göteborg 1904-1905.
- Gamla Björngårdsvillan, Slottsskogen, Göteborg, 1905. (Brann ned 1951)
- Konserthuset på Heden, Göteborg, invigd 1905.[7] (Brann ned 1928)
- Skånes enskilda bank, Västra Hamngatan 7, Göteborg, 1905-1908, (planer och inredning)
- Sparbanken i Alingsås, Bankgatan-Lilla torg 2, 1905-1908.
- Wermlands enskilda bank, Torggatan 7, Arvika, 1907-1908.
- SKF:s anläggning, Gamlestaden, Göteborg, 1909.
- Skandinaviska banken, Västra Hamngatan 6, Göteborg, bankhall på gård 1910-1912.
- Handelsinstitutet, Viktor Rydbergsgatan, Göteborg, 1913. (planer)
- Tillbyggnad av Göteborgsbanken, Kungsgatan 43, Lysekil, 1914
- Göteborg och Bohus läns sparbank, inre ombyggnad 1891, glastak i expeditionshall 1914-1915.
- Bankhall i Skandinaviska bankens gamla hus, Malmö, tillbyggnad 1916-1919.
- Villa Sjöryd, norr om Hjo, 1915–1917
- Bostadshus, Götabergsgatan 34, Lorensberg, Göteborg 1916-1918.
- Landshövdingehus i kvarteret Valåsen, Svangatan, Bagaregården, Göteborg, 1916.
- Radhus i kvarteret Hökensås, Bagaregården, Göteborg, 1917.[8]
- Elevhem vid Göteborgs barnbördshus, 1921 [9]

Han fungerade även som byggmästare för Valandhuset, som hans bror Georg ritade.

## Bilder

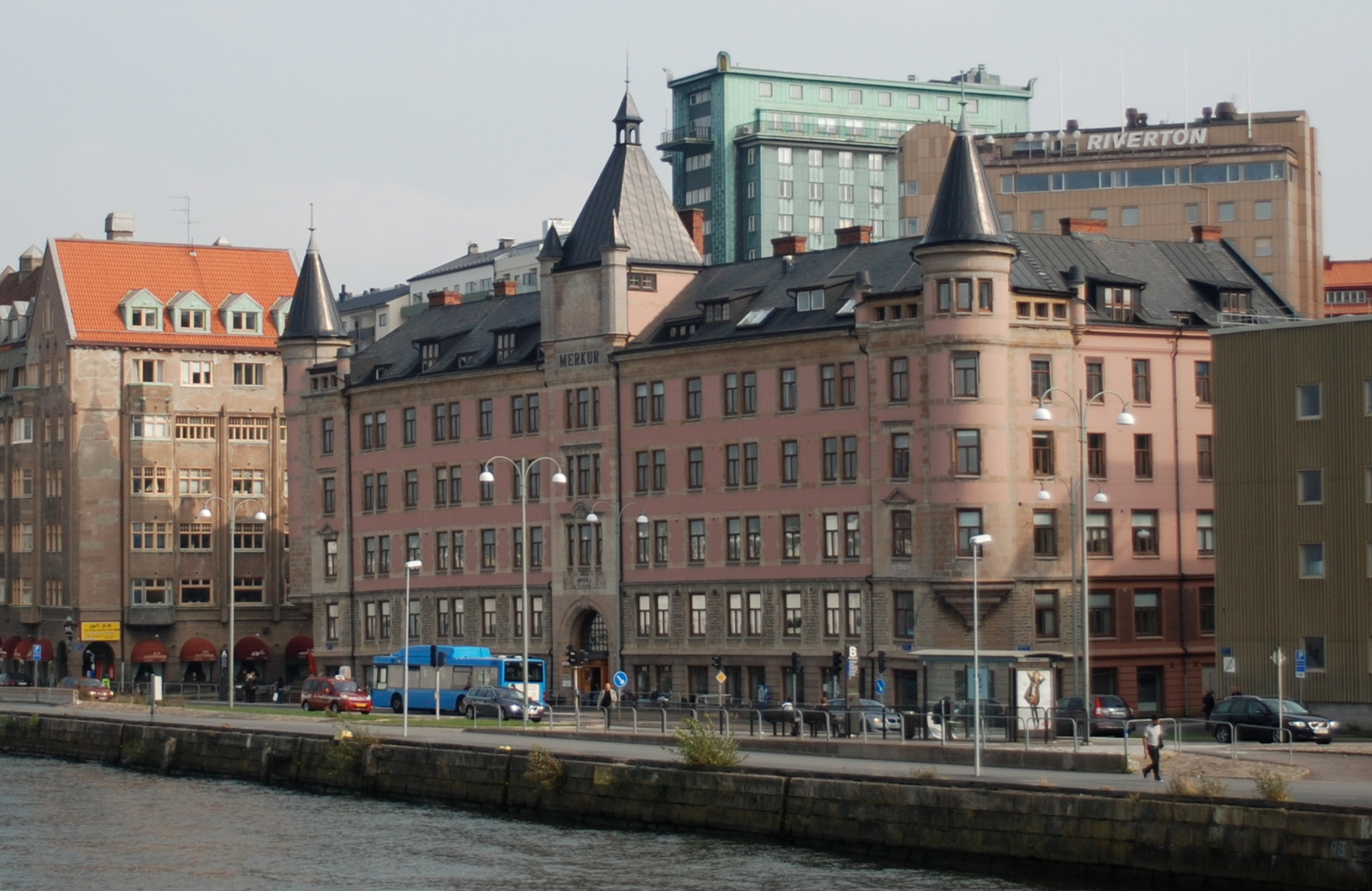
Merkurhuset.
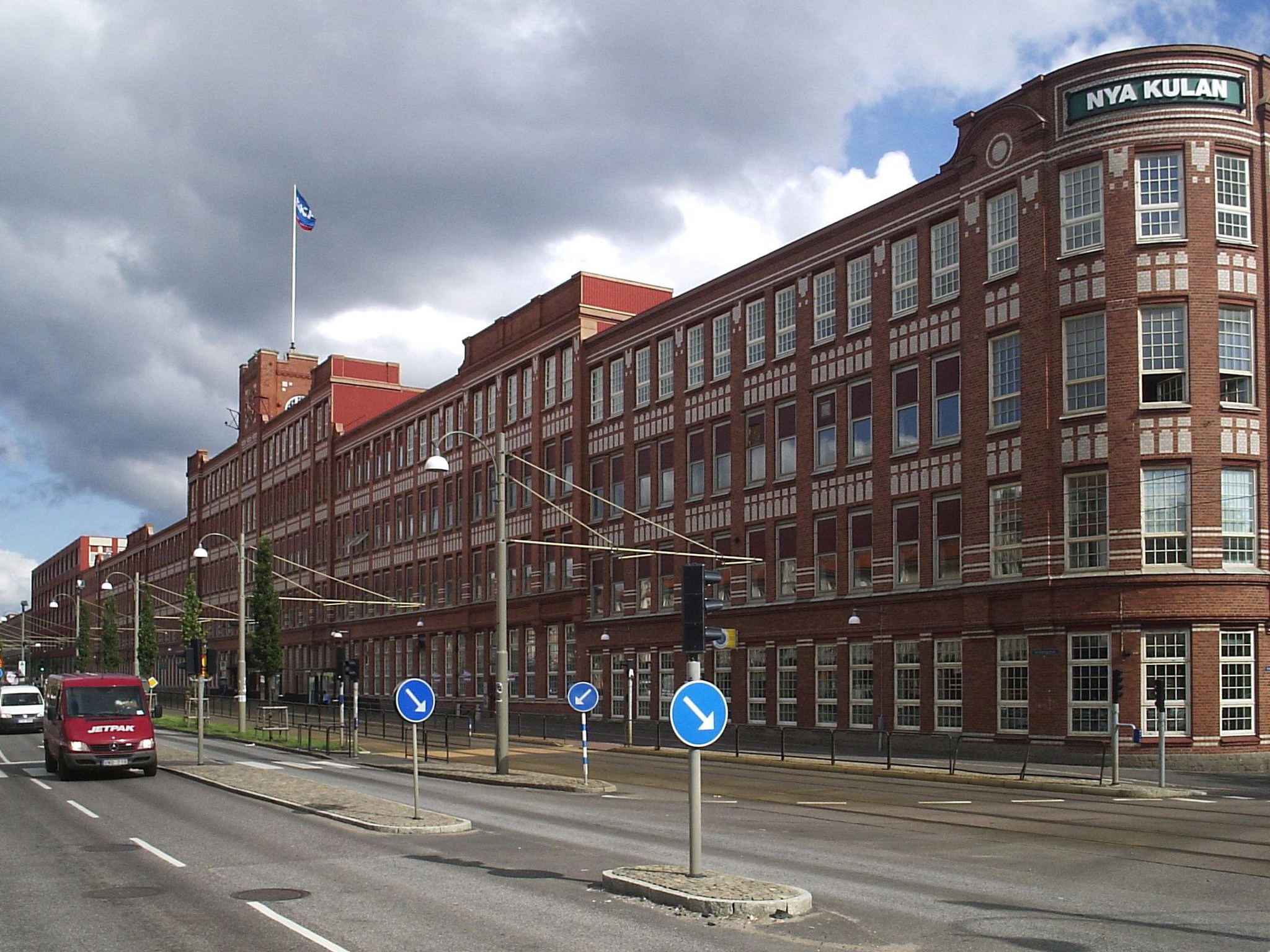
Svenska kullagerfabriken (SKF).
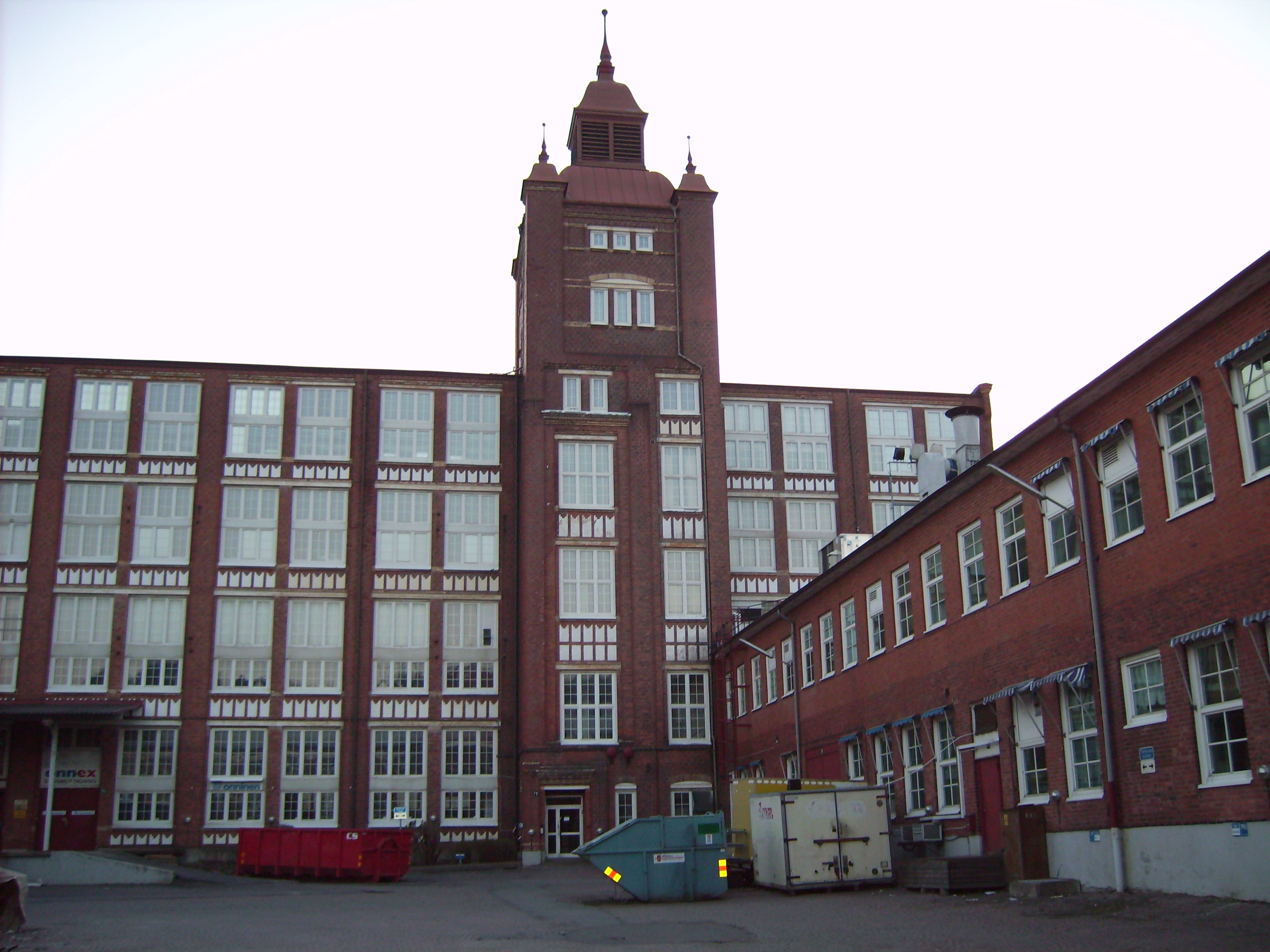
Krokslätts fabriker.
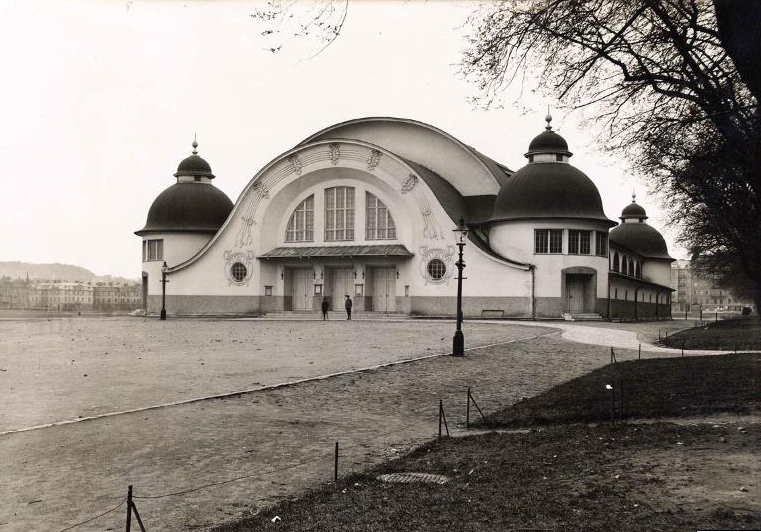
Konserthuset vid Heden, invigt 1905. Detta konserthus i trä var vid denna tiden Sveriges största musiklokal och rymde ca 1 300 personer.
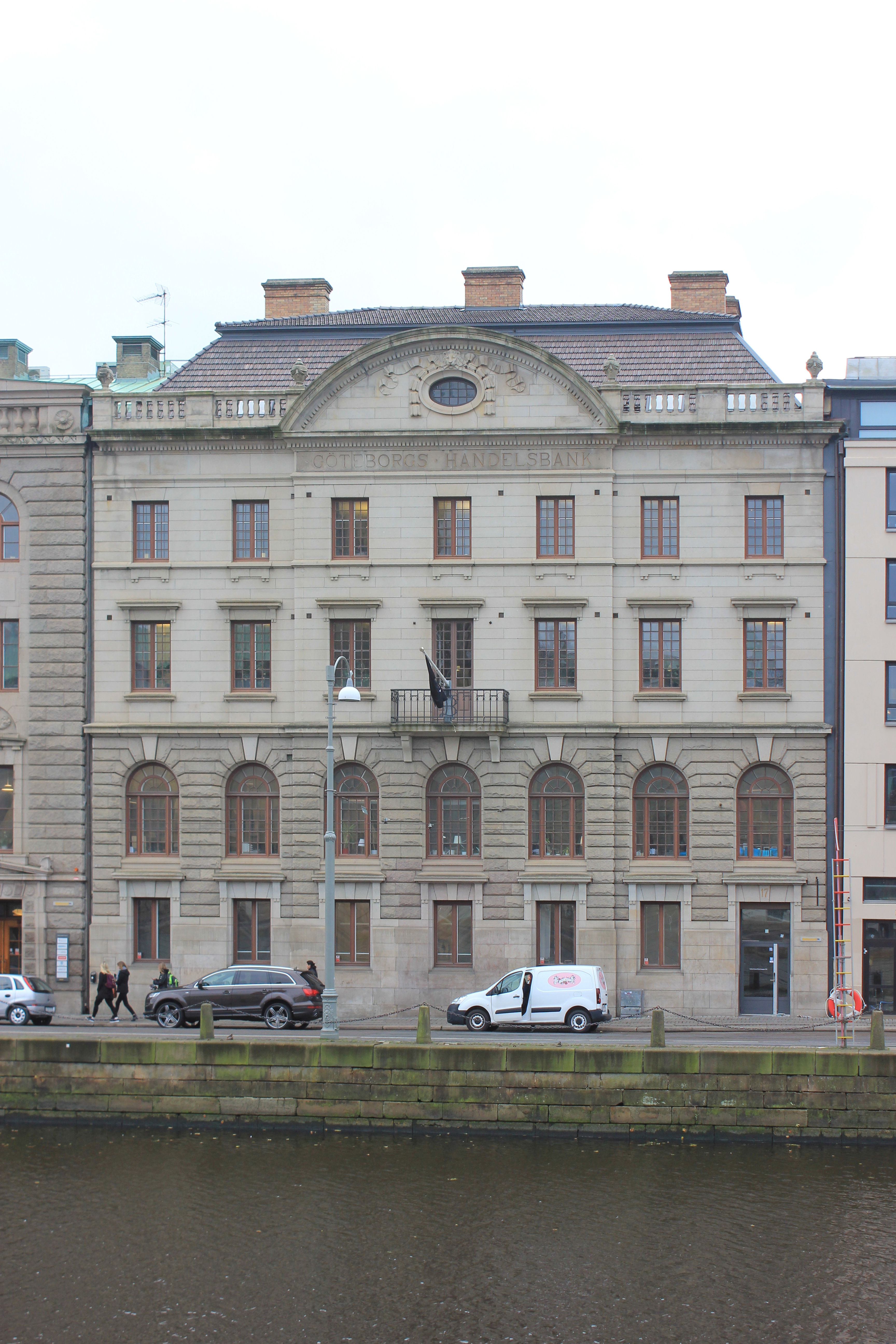
Göteborgs handelsbank.